# Lateroprotomeritus conicus
Lateroprotomeritus conicus is een soort in de taxonomische indeling van de Myzozoa, een stam van microscopische parasitaire dieren. Het organisme komt uit het geslacht Lateroprotomeritus en behoort tot de familie Lecudinidae. Lateroprotomeritus conicus werd in 1975 ontdekt door Theodorides & Desportes.